# Bockwindmühle Schradersche Mühle

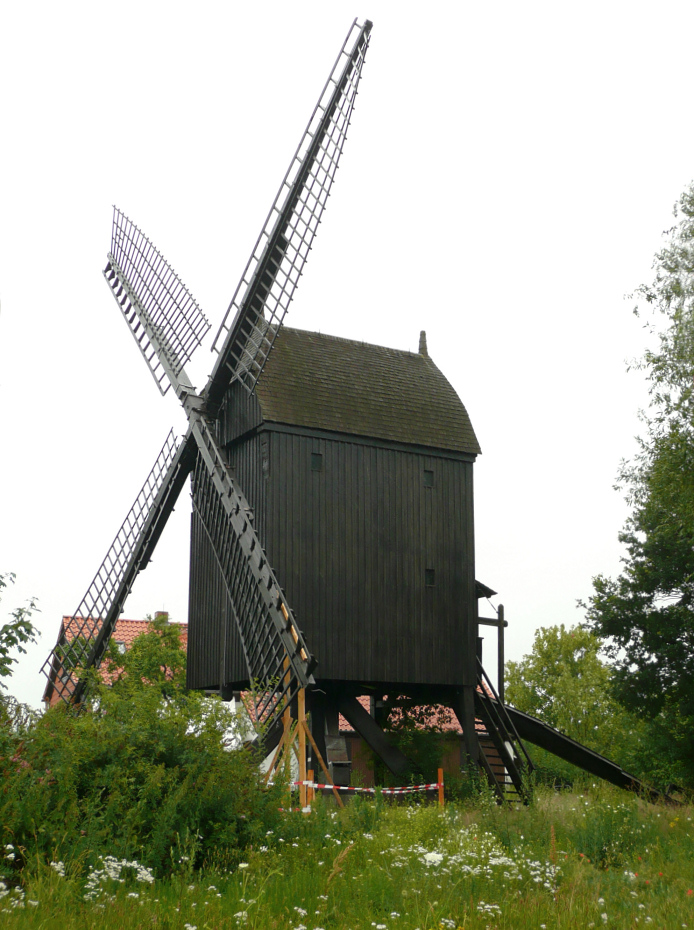
Bockwindmühle Schradersche Mühle

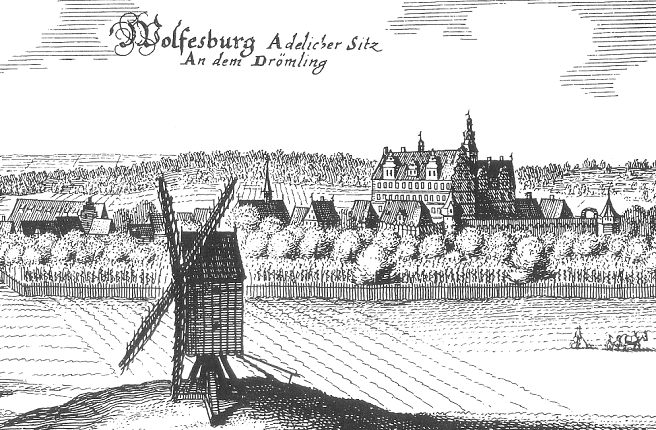
Merian-Stich einer Bockwindmühle beim Schloss Wolfsburg, 1654

Die Bockwindmühle Schradersche Mühle ist die einzige noch erhaltene Bockwindmühle auf dem Gebiet der Stadt Wolfsburg in Niedersachsen. Die Mühle steht im Stadtteil Kreuzheide.
Die Mühle wurde von einem Vorsfelder Zimmerer und Mühlenbauer in Schöppenstedt errichtet. 1860 wurde sie vom Müller Heinrich Köther abgebaut und an die jetzige Stelle in der damaligen Gemarkung Kästorf transloziert.
Ein Merian-Stich von 1654 zeigt eine Mühle auf einem heute bewaldeten Hügel an der Hubertusstraße in der Tiergartenbreite. Die Ansicht auf die Nordostseite vom  Schloss Wolfsburg wie auf diesem Stich ist von dem Standort der Schraderschen Mühle nicht möglich.